# フーリー

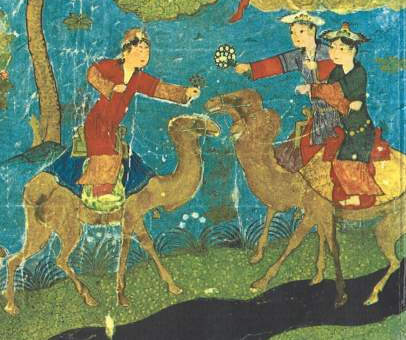
ラクダに乗ったフーリー達（15世紀・ペルシャ画）

フーリーはイスラームに伝えられている天女達の総称。フーリーはペルシア語名称で、文語アラビア語（フスハー）では単数が حُورِيَّة（ḥūriyya(h)/ḥūrīya(h), フーリーヤ）、複数が حُور（ḥūr, フール）と呼ばれている。

## 概要
フーリーは天国に来たイスラーム信徒の男性のセックスの相手をするとされ、一人につき72人のフーリーが相手をするともいわれるが、この伝承の元になったハディースは、伝統的にはイスラム教徒の間で信頼性の不確実なもの（いわゆるダーイフ ：ضعيف, Ḍaʻīf）として扱われてきた。彼女たちは永遠の処女であり、セックスを行い処女膜が破れても、すぐさま再生するとされる。
イブン・カスィールによれば、ムハンマド・イブン・アブドゥッラーフは『われわれは天国で処女とセックスが出来るのでしょうか？』と問いかけた信者に対して、『もちろん出来る。そしてセックスが終わった後には、彼女は清らかな乙女に戻るのだ。』と述べたともしている。
別の伝承によれば、 ムハンマドは『天国では信徒たちは女性に対してそれだけの強さを与えられるであろう』と述べたところ、アナスが『ああ、アッラーの使徒よ! そのようなことが出来るのでしょうか!?』と問いかけた、ムハンマドは『百人の男に匹敵する精力を得られるのだ』と答えたという。ムハンマドの教友の中には、ムハンマドが『天国の男たちは処女の花を散らすのに忙しくなる。』といったと伝えている者も居る。
イブン・カスィールはフーリーに関して、『彼女たちは陽気で、夫の前に誰ともセックスを行わなかった乙女たちである。』と述べ 、また『天国においては, 彼女たちが老いたならば, 明るく、若く、美しく、親切でかわいらしく、夫に対して情熱的な処女へと絶えず戻るのである。』とも述べている。
イマーム・スユーティーは『フーリーとセックスをするたびに、あなたは彼女が処女である事を知るであろう。加えて、勃起したペニスはなえる事がなく、永遠に勃ちつづける。あなたがセックスを行うときの感覚はすばらしく気持ちよく、この世のものとは思えない。この世でこれを経験してしまったならば、気絶するほどである。それぞれの（ムスリム男性）はこの世の妻に加えて、70人のフーリーを娶れる。そして彼女たちはみなあなたの欲望をそそるような名器の持ち主である。』と述べている。
しかし、これらの伝承はあくまでイブン・カースィル等少数の人間が伝えるものであり、クルアーンにあるフーリーに関する記述とは異なっているため、その信憑性はムスリムの間でも論争の的になっている。

## 参照
1. ↑  Salahuddin Yusuf & Riyadhus Salihin (1999). Commentary on Nawawi. Dar-us-Salam Publications. p. Chapter 372
2. ↑  Ibn-Kathir, vol. 8, page 11, commenting on Q. 56:35-37.
3. ↑  来世における右手のものたちへの褒章　イブン・カスィールによるコーラン第55章への言及
4. ↑  初めてのセックスで処女膜を破ることの隠語
5. ↑  http://www.islamqa.com/index.php?ref=10053&ln=eng
6. ↑   Ibn Kathir,Tafsir ibn Kathir (Qur'anic Commentary),"The Reward of Those on the Right After", [Chapter (Surah) Al-Waqiah (That Which Must Come To Pass)(56):35-36], Dar-us-Salam Publications,2000, ISBN 1591440203, ISBN 978-1591440208
7. ↑  処女、どんな処女？The Guardian, 2002-01-12